# Sezai Karakoç
Sezai Karakoç (Ergani, 1933. január 22. – Fatih, 2021. november 16.) török író, költő, filozófus, politikus. A török irodalom egyik úttörője, aki a hagyományos iszlám hit tanításait és a modern költői technikákat ötvözte műveiben.
A török népesség-nyilvántartás szerint a költő születésnapja annak ellenére január 22-e, hogy kijelentette: a tényleges születésnapja májusban volt.

## Életrajz
A középiskolát Diyarbakır, Kahramanmaraş és Gaziantep városokban végezte, itt találkozott Necip Fazil Kısakürek, később híres vált költővel is.
Az apja kérésére Isztambulban a Hittudományi Karra (törökül: İlahiyat Fakültesiydi) iratkozott be 1950-ben.
Ösztöndíjasként az Ankarai Egyetem politikatudományok szakán diplomázott.
1960–1961 között tartalékos tisztként szolgált, majd 1965-ig a gazdasági életben dolgozott.
1967-ben került bíróság elé az Iszlám feltámadása (İslamın Dirilişi) c. könyve és egyéb cikkek miatt. Ezek a cikkek a Nagy Kelet (Büyük Doğu), Erőd (Hisar), Fehér Tavasz (Akpınar), Társadalom (Dernek), Gondolkodó (Düşünen Adam) magazinokban, illetve az Új Isztambul (Yeni İstanbul), Reggel (Sabah) és a Nemzet (Milli) újságokban jelentek meg 1960-ban 2, 1966–1967 között 12, valamint 1969–1971 között 16 alkalommal.
1990-ben alapította a Feltámadás Pártot (törökül: Diriliş Partisi, DİRİ-P), a „kinyílt rózsafa” (törökül: Güller Açan Gül Ağacı) emblémával, hét éven át szolgált a párt általános elnökeként.
2011-ben elnyerte a Török Köztársaság Elnökének – anyagi elismeréssel is járó – Irodalmi Díját, de nem ment el a díjátadóra.

## Költészete
Karakoç véleménye szerint a költészet hármas egységre épül, melyet ő a Henrik Ibsen-féle Peer Gynt háromszögnek nevez:
- a költőnek önmagának kell lennie, és ehhez a költőt is át kell alakítani,
- a költő legyen a tartalom, melynek során szeretnie kell a művészetet, annak átalakulása során is,
- a saját alkotásnak (tartalomnak) örülnie kell (az alkotónak), de ez az öröm nem jelenik meg (az alkotásban), ha nem "él" az alkotás.

## Bibliográfia
- Öböl (Körfez), 1959
- Hangok (Sesler), 1968
- Az időnek írt szövegek (Zamana Adanmış Sözler), 1970
- Szertartások (Ayinler), 1977

### Filozófiai művei
- Ruhun Dirilişi
- Kıyamet Aşısı
- Çağ ve İlham I-II-III-IV
- İnsanlığın Dirilişi
- Diriliş Neslinin Âmentüsü
- Yitik Cennet
- Makamda
- İslâmın Dirilişi
- Gündönümü
- Diriliş Muştusu
- İslâm
- İslâm Toplumunun Ekonomik Strüktürü
- Düşünceler I-II
- Dirilişin Çevresinde
- Fizikötesi Açısından Ufuklar ve Daha Ötesi I-II-III
- Yapı Taşları ve Kaderimizin Çağrısı I-II
- Unutuş ve Hatırlayış
- Varolma Savaşı
- Çağdaş Batı Düşüncesinden
- Çıkış Yolu I-II-III

### Művei magyarul
- Mona Rosa (vers, Veres Erika fordítása) In. Irodalmi Szemle, 2015/12
- Megfáradt szerelem; Monna Rosa I. Szerelem és szenvedés... (2 vers) In. Ezüsthíd. Betekintés a modern török lírai költészetbe. ford. Gősi Vali, szerk., ford. Bartha Júlia. Karcag, Bartha Júlia – Németh Gyula Kör, 2023.

## Fordítás
- Ez a szócikk részben vagy egészben  a   Sezai Karakoç című török Wikipédia-szócikk fordításán alapul.  Az eredeti cikk szerkesztőit annak laptörténete sorolja fel. Ez a jelzés csupán a megfogalmazás eredetét és a szerzői jogokat jelzi, nem szolgál a cikkben szereplő információk forrásmegjelöléseként.
- Ez a szócikk részben vagy egészben  a   Sezai Karakoç című angol Wikipédia-szócikk fordításán alapul.  Az eredeti cikk szerkesztőit annak laptörténete sorolja fel. Ez a jelzés csupán a megfogalmazás eredetét és a szerzői jogokat jelzi, nem szolgál a cikkben szereplő információk forrásmegjelöléseként.

## Külső hivatkozások
- http://www.siir.gen.tr/siir/s/sezai_karakoc/index.html